# Bakdash (heladería)

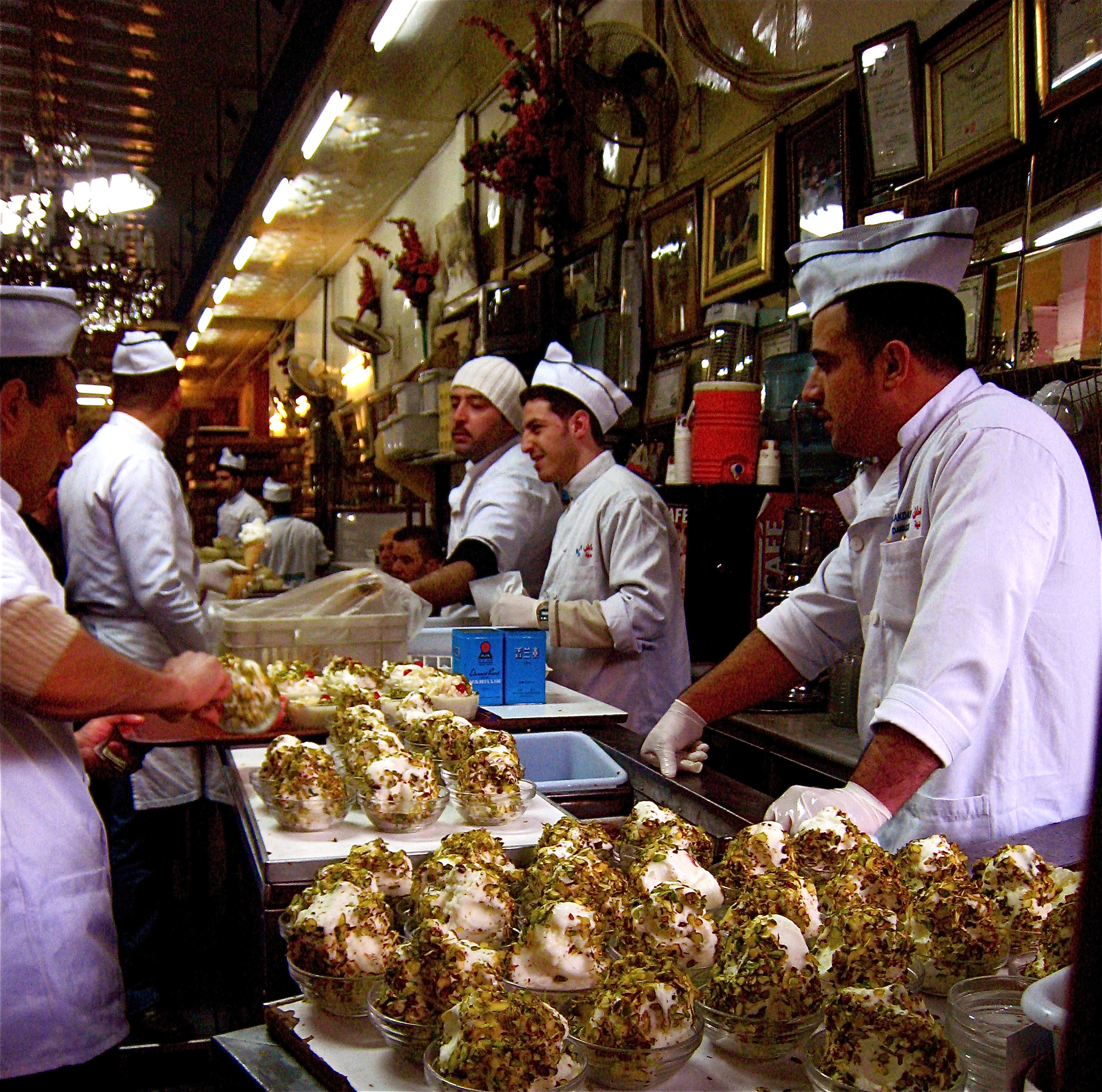
Heladería por dentro

Bakdash (بكداش) es una famosa heladería en el Zoco de Alhamidíe en la ciudad vieja de Damasco, Siria. La tienda se estableció en 1885, cuando Siria aun formaba parte del Imperio Otomano. Su producto estrella (y el único) es el Buẓa un helado de nata con almáciga, para darle textura viscosa como de chicle, y con pistacho, como decoración. También lleva sahlab. Es conocido en todo el mundo árabe y ha devenido una atracción turística popular de Damasco.